# Juan de Velasco
Juan de Velasco oder Juan de Velasco y Pérez Petroche (* 6. Januar 1727 in Riobamba; † 29. Juni 1792 in Faenza) war ein Jesuitenpater und vielseitig aktiver Gelehrter aus der spanischen Provinz Quito, dem heutigen Ecuador. Er ist vor allem für sein Geschichtswerk Historia del Reino de Quito bekannt.

## Biografie
Seine Eltern waren Juan de Velasco y López de Moncayo und María Pérez Petroche. Velasco absolvierte seine primäre Schulausbildung im Jesuitenkolleg in Riobamba, bevor er 1743 in das Seminar San Luis in Quito eintrat. Im folgenden Jahr wurde er Novize der Gesellschaft Jesu in Latacunga, wo er am 23. Juli 1746 sein Gelübde ablegte. Nach einem Erdbeben, das die Stadt 1747 beträchtlich in Mitleidenschaft zog, wandte er sich nach Quito, um am Colegio Máximo Philosophie und später an der Universidad de San Gregorio Theologie zu studieren. Er erlangte hier den Doktorgrad und wurde 1753 zum Priester geweiht.
Seine Arbeit als Priester und Dozent begann er in Cuenca, später wirkte er in Ibarra und Popayán sowie an der Universität San Marcos in Lima in Peru. Neben der Erfüllung seiner religiösen und pädagogischen Pflichten war er in vielen verschiedenen Gebieten der Wissenschaften aktiv. Insbesondere widmete er sich der Erforschung der Geschichte des – von ihm so genannten – „Reiches von Quito“.
In den frühen Morgenstunden des 16. August 1767 wurden die Mitglieder des Jesuitenordens von Quito überraschend über die Entscheidung des Königs von Spanien informiert, sie aus seinen sämtlichen Herrschaftsgebieten zu verweisen. Juan de Velasco verließ die spanisch-südamerikanischen Gebiete gemeinsam mit seinen Gefährten für immer und ließ sich schließlich nach einer langen Reise am 24. Oktober 1768 in Faenza im Kirchenstaat nieder, wo er in bescheidenen Verhältnissen und von einer fortschreitenden Arteriosklerose sowie einer genetisch bedingten Alterstaubheit eingeschränkt bis zu seinem Lebensende blieb.
Trotz dieser Schwierigkeiten nahm er mit großer Willenskraft sein Hauptwerk in Angriff, die Historia del Reino de Quito en la América y crónica de la provincia de la Compañía de Jesús del mismo Reino („Geschichte des Reiches von Quito in Amerika und Chronik der Provinz der Gesellschaft Jesu desselben Reiches“). Zwanzig Jahre der Untersuchung, Systematisierung und Konsultation seiner unzähligen Notizen bildeten die Strukturierung und Redigierung seiner monumentalen Arbeit, deren erste zwei Bände er am 15. März 1789 zur Autorisation und Publikation an Antonio Porlier sandte, Mitglied des königlichen spanischen Rates. Der dritte Band folgte am 1. August desselben Jahres.

## Werke
Zu seinen zahlreichen Werken zählen:
- Historia moderna del Reyno de Quito y crónica de la provincia de la Compañía, 1789
- Relación histórica y apologética dedicada a Nuestra Señora de la Luz.
- Tratado de Física.
- Colección de poesías, hechas por un ocioso en la ciudad de Faenza.
- Carta geográfica del Reino de Quito.
- Vocabulario de la lengua peruana-quitense, llamada lengua del inga.
- Drei Briefe an Padre Lorenzo Hervás y Panduro über Sprachen der indigenen Bevölkerung
- Zahlreiche Sonette und Dezimen